# جيوفري غراي
جيوفري غراي (بالإنجليزية: Geoffrey Gray)‏ هو صحفي أمريكي، ولد في 19 فبراير 1979.